# Plectiscidea eurystigma
Plectiscidea eurystigma is een vliesvleugelig insect uit de familie van de gewone sluipwespen (Ichneumonidae). De wetenschappelijke naam van de soort is voor het eerst geldig gepubliceerd in 1888 door Thomson.